# 特兰西瓦尼亚大学
特兰西瓦尼亚大学（英語：Transylvania University）是位于美国肯塔基州萊克星頓的一所私立文科学院，现有学生约1100人。

## 历史

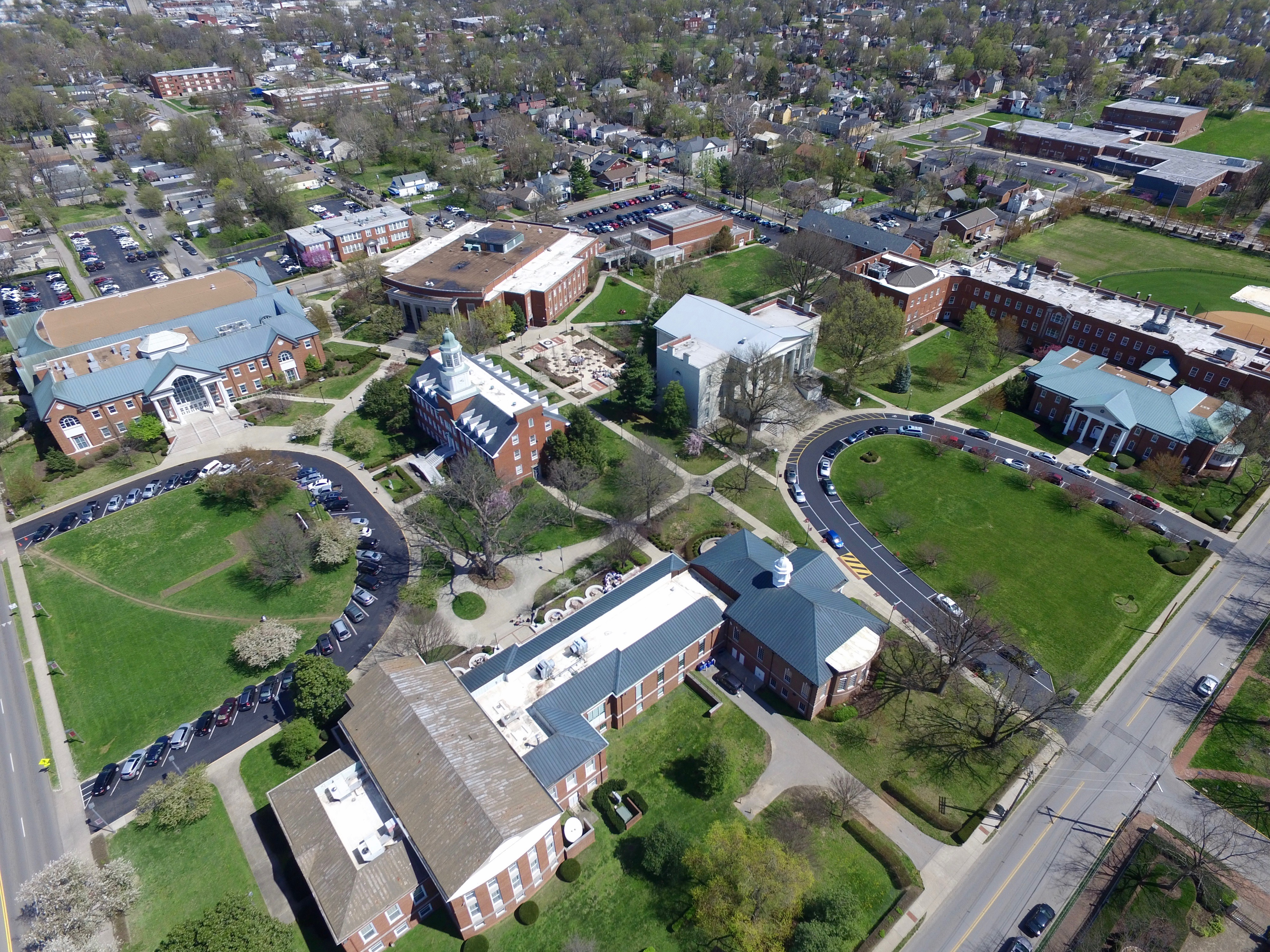
大學教學區

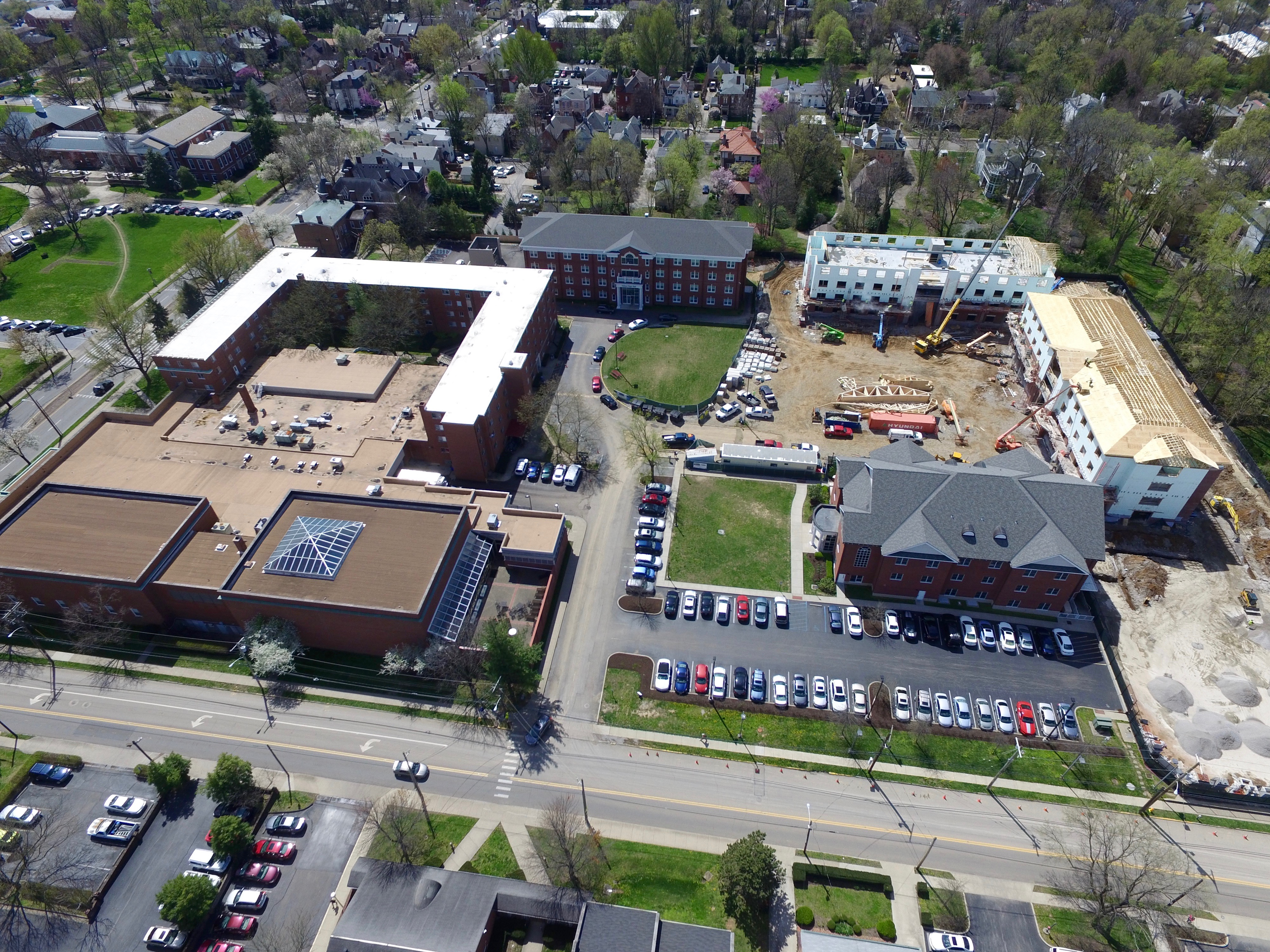
大學住宿區

特兰西瓦尼亚大学于1780年建校，是美国当时仅有的16座学院中惟一处于阿巴拉契亚山脉以西的，因为它靠近当时的弗吉尼亚州西部的森林地带（现属于肯塔基州）而得到“特兰西瓦尼亚”（源于拉丁语，意指“在森林那边的”）这一名字。
1789年特兰西瓦尼亚大学从Danville迁到莱克星顿。南北战争时期，大学遇到了严重的经济困难，只得与校园被毁的Kentucky University合并。校名为Kentucky Univeristy，校园在莱克星顿。在Morrill政府特许地学院法案的资助下（该法案规定每个州可以从联邦政府得到30000英亩的土地，用于建立教授军事、工程与农学的学院）校名改为肯塔基大学农业和机械学院。1878年由于意见分歧，学校分裂，一部分即今肯塔基大学前身，另一部分保留Kentucky University的名字一直到二十世纪初，才改回原名特兰西瓦尼亚大学。

## 學術

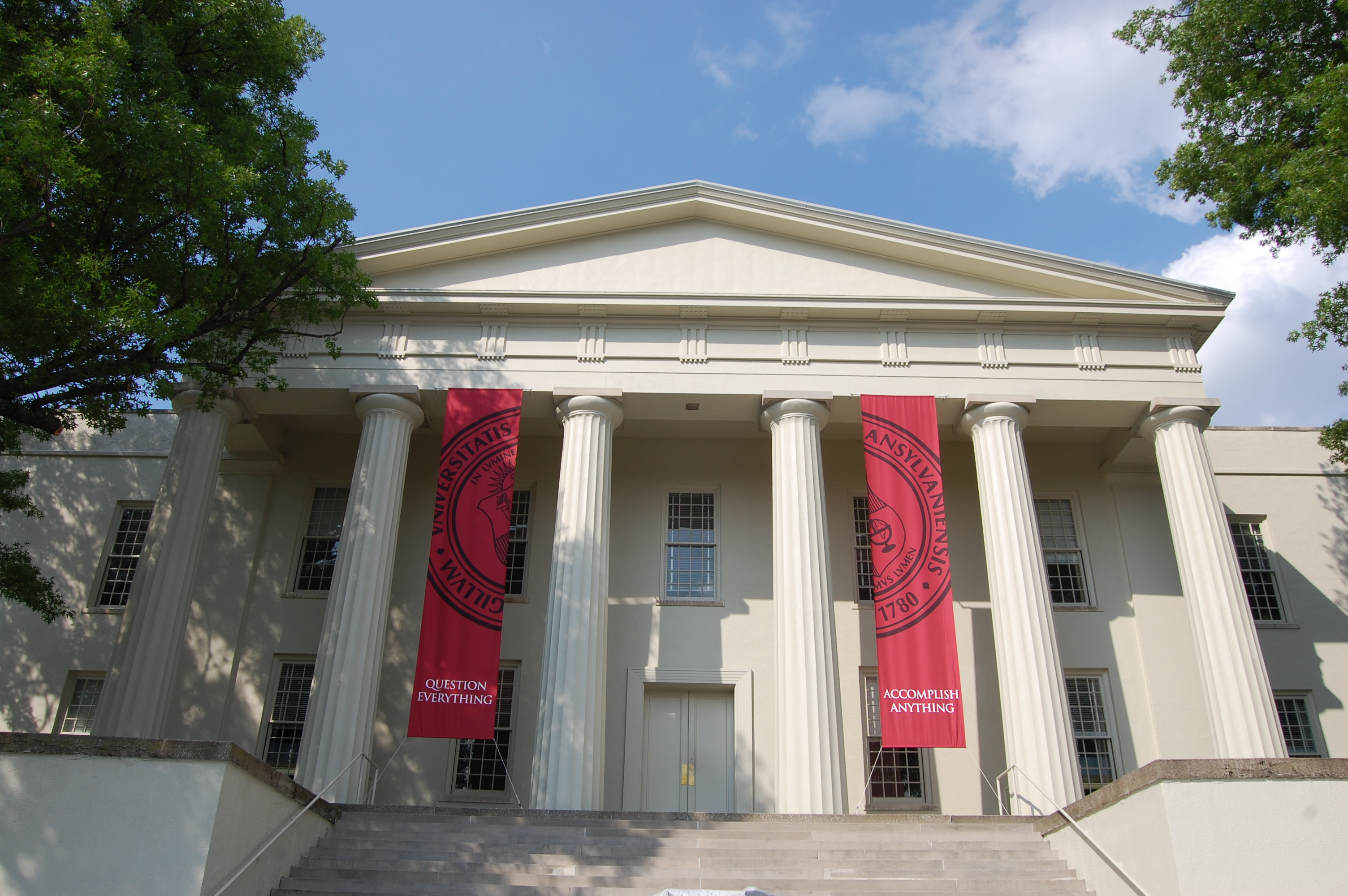
Old Morrison

該大學共有四個學院，有近40個主專業和近40個輔修專業。

## 外部連結
- Transylvania University （页面存档备份，存于）
- Transylvania University Athletics （页面存档备份，存于）